# Fortunato Avanzati
Fortunato Avanzati, nome di battaglia Viro (Abbadia San Salvatore, 1919 – Siena, 1997) è stato un partigiano e politico italiano, comandante della Brigata partigiana “Spartaco Lavagnini” dal novembre 1943 alla fine del 1944, quando la brigata si sciolse e fu disarmata e Avanzati entrò come volontario nel Gruppo di combattimento "Cremona".

## Biografia
Nato in una famiglia operaia, quando era ancora studente presso la scuola magistrale, nel 1937 venne arrestato dai fascisti con l'accusa di far parte del Partito Comunista d'Italia e mandato al confino per quattro anni. Prese parte alla Resistenza dando vita nel novembre 1943, assieme ad altri antifascisti, alla Brigata Garibaldi cui dettero il nome di "Spartaco Lavagnini", in onore del dirigente ferroviere e del Partito Comunista assassinato brutalmente dagli squadristi fascisti nel 1921, della quale fu comandante col nome di battaglia di "Viro".
Il comando della Brigata venne collocato, insieme ad alcuni distaccamente sul Monte Quoio, un massiccio boscoso sopra il paese di Monticiano. Estese progressivamente la propria azione e la propria influenza nei territori di Colle di Val d'Elsa, Murlo e nelle zone del Monte Amiata. Il primo scontro a fuoco ebbe luogo in località Rigosecco, nel comune di Montalcino, il 15 gennaio 1944. Una squadra di partigiani venne sorpresa e dispersa da un distaccamento della Milizia fascista di Siena, in seguito ad una delazione. Morirono due giovani partigiani: Luciano Panti e Luigi Marsili, entrambi avevano compiuto da poco 19 anni.
La Brigata col passare del tempo allargò le proprie adesioni, soprattutto per i numerosi renitenti alla leva ai bandi pubblicati dall’Esercito Nazionale Repubblicano di Salò, e anche per i contatti con vari Comitati di Liberazione, non solo del territorio senese. Un altro scontro a fuoco avvenne l'11 marzo 1944 in località del Monte Quoio dove i reparti fascisti di Siena e Grosseto circondarono e catturarono alcuni giovani degenerando in quello che sarà ricordato come l'eccidio di Scalvaia. Il 23 marzo, un distaccamento della Brigata, insediatosi sul Montemaggio, tra Monteriggioni e Colle di Val d'Elsa, in località Porcareccia in un casolare (casa Giubileo) in mezzo al bosco che li ospitava per la notte, venne circondato da numerosi repubblichini. Alcuni garibaldini avevano catturato un ufficiale della Milizia Forestale e un tedesco, in una vicina fattoria. Dopo un feroce combattimento, asserragliati nel casolare, finite le munizioni, i partigiani si arresero. Portati in un luogo poco distante, 19 vennero fucilati, mentre uno solo riusciva, fortunosamente, a fuggire seppure gravemente ferito: Vittorio Meoni. L'episodio è passato alla storia come l'eccidio di Montemaggio.
Ai primi di giugno, i partigiani della "Lavagnini" si scontravano coi tedeschi provenienti dal Lazio. Con l’avvicinarsi delle truppe alleate del Corpo di Spedizione Francese, in pratica la Brigata cessava di esistere e veniva disarmata e molti dei partigiani si arruolarono nel ricostituito Esercito Italiano dei Gruppi di Combattimento fino alla fine della guerra.
Nel 2023 è morto uno degli ultimi, se non l'ultimo, dei partigiani che composero la Brigata "Spartaco Lavagnini", il centenario Dino Marri, secondo il quale era composta da oltre 800 partigiani, i quali si muovevano tra le province di Siena e di Grossero in un vasto territorio. Alla fine del conflitto, Marri fu insignito della Croce al Merito di Guerra.
Nel dopoguerra venne nominato presidente provinciale dell'A.N.P.I. di Siena. Nel 1946 nacque suo figlio Gabrio. Fu assessore al Comune di Siena e componente della Segreteria della Federazione senese del Partito Comunista Italiano. Nel 1949 venne chiamato alla Sezione centrale per l'organizzazione e la propaganda del PCI, diretta da Pietro Secchia restandovi fino al 1955. Secchia fu progressivamente emarginato da Togliatti e Avanzati seguì gli avvenimenti, maturando il suo dissenso nei confronti della direzione del partito, tanto da dimettersi nel 1969.

## Pubblicazioni
- Antifascismo come lotta di classe, La nuova sinistra-Edizioni Savelli, Roma, 1974
- Vittorio Meoni, Memoria su Montemaggio, a cura dell'A.N.P.I., Siena, 1975
- Lo strano soldato. Autobiografia della Brigata Garibaldi "Spartaco Lavagnini", La Pietra, Milano, 1976
- Gente e fatti dell’Amiata. Abbadia San Salvatore fra storia, mito e memoria (1900-1937), La Pietra, Milano, 1989
- Il seme sotto la terra, La Pietra, Milano, 1996